# Giorgos Katakouzinos
Giorgos Katakouzinos (grec: Γιώργος Κατακουζηνός) va ser un director de cinema i guionista grec. Va néixer a Alexandria, Egipte l'1 de gener de 1943 i va morir a Atenes el 13 d'agost de 2013. És conegut sobretot per la seva pel·lícula Angelos, una pel·lícula rodada el 1982, que tractava el tema de l'homosexualitat. La pel·lícula es va inspirar en un fet real que va passar uns anys abans. La pel·lícula es considera bastant atrevida per a principis dels anys vuitanta, perquè l'homosexualitat era un estigma social a la societat grega conservadora d'aquells anys. La pel·lícula va guanyar tres premis al Festival de Cinema de Tessalònica, entre ells el premi a la millor pel·lícula. La segona pel·lícula Apousies (Absències) tracta d'una família burgesa grega a principis del segle XX i va guanyar reconeixements a la Mostra de València. El seu tercer La pel·lícula Zoe també es va inspirar en un crim real que havia impactat la societat grega a finals dels anys vuitanta. També havia treballat a la televisió grega.

## Filmografia
- Angelos (1982)
- Apousies (1987)
- Zoe (1995)